# إقبال محمود (سماجوادي)
إقبال محمود (بالأردية: اقبال محمود، بالإنجليزية: Iqbal Mehmood)، (من مواليد 21 نوفمبر 1949): هو سياسي هندي وعضو في المجلس التشريعي لأتر برديش من سامبال. وهو الزعيم الكبير لحزب سماجوادي.

## الحياة المبكرة والتعليم
حصل إقبال محمود على درجة البكالوريوس في العلوم من جامعة عليكرة الإسلامية في 1974.